# ريفر بليت (الأوروغواي)
نادي ريفر بليت الرياضي (بالإسبانية: Club Atlético River Plate)‏ نادي كرة قدم أوروغواياني يلعب في دوري الدرجة الممتازة . تم تأسيس النادي في سنة 1932 .